# 厄氏小鱸
厄氏小鱸為輻鰭魚綱鱸形目鱸亞目河鱸科小鱸屬的其中一種，分布於美國St. Francis河、White河及Ouachita河流域，體長可達7.8公分，棲息在水流快速的礫石底質溪流。